# Hồ chứa nước Ladybower

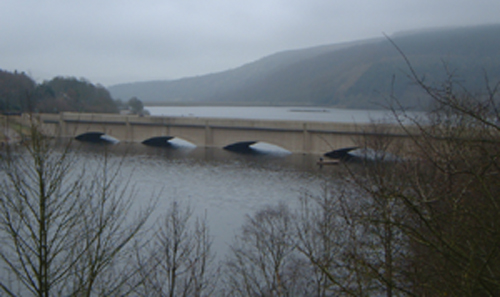
Cầu cạn Ashopton được xây dựng để đi qua hồ chứa nước Ladybower.

Hồ chứa nước Ladybower (tiếng Anh: Ladybower Reservoir) là một hồ chứa nước lớn hình chữ Y nằm ở mức thấp nhất trong ba hồ chứa nước tại Thượng nguồn thung lũng sông Derwent ở Derbyshire, Anh. Các nguồn nước chảy vào hồ bao gồm sông Ashop chảy từ phía tây; sông Derwent chảy vào phía nam; thượng nguồn chảy qua Hồ chứa nước Howden rồi đến Hồ chứa nước Derwent, và cuối cùng chảy xuống Hồ chứa nước Ladybower.
Khu vực này hiện đang là một điểm thu hút khách du lịch với trung tâm thông tin du lịch Fairholmes nằm ở mũi phía bắc và hai miệng tràn nằm ở hai bên đê của hồ. Ở phía trục đông của hồ chứa, chảy ra sông Ladybower, được nhìn ra bởi vòng tròn đá Hordron Edge.

## Thiết kế và xây dựng
Hồ chứa nước Ladybower được xây dựng từ năm 1935 đến năm 1943 bởi Derwent Valley Water Board nhằm bổ sung thêm nước từ hai hồ chứa nước còn lại để cung cấp nhu cầu về nước cho vùng Trung du phía Đông. Phải mất thêm hai năm nữa sau đó vào năm 1945, hồ mới được lấp đầy. Con đập của hồ khác với Hồ chứa Howden và Hồ chứa Derwent ở chỗ nó là một con đập được làm chủ yếu từ đất sét nung chứ không phải là một con đập được xây dựng bằng các vật liệu kiên cố. Bên dưới con đập là một rãnh cắt sâu 180 feet (55 m) và rộng 6 feet (1,8 m) được đổ bê tông, kéo dài khoảng 500 feet (150 m) vào hai ngọn đồi mỗi bên để ngăn nước rò rỉ ra xung quanh con đập. Bức tường đập được xây dựng bởi Richard Baillie and Sons, một công ty của Scotland.
Hai cầu cạn Ashopton và Ladybower cũng được xây lên để nối đường đi qua hồ chứa, được xây dựng bởi công ty Holloways ở London với vật liệu xây dựng chính là khung thép phủ bê tông. Tuy nhiên dự án đã bị trì hoãn sau đó khi Chiến tranh thế giới thứ hai nổ ra vào năm 1939, khiến cho nguồn lao động và nguyên vật liệu trở nên khan hiếm, nhưng việc xây dựng vẫn được tiếp tục sau đó do tầm quan trọng chiến lược của việc duy trì nguồn cung cấp nước cho vùng Trung du phía Đông. Vào ngày 25 tháng 9 năm 1945, vua George VI cùng với vợ là Hoàng hậu Elizabeth đã chính thức khai trương hồ chứa.
Trong những năm 1990, bức tường đập của hồ chứa đã được nâng lên và củng cố nhằm giảm nguy cơ nước tràn vào trong trường hợp xảy ra một trận lụt lớn. Bức tường đập ban đầu chứa hơn 100.000 tấn bê tông, một triệu tấn đất và 100.000 tấn đất sét làm bờ của đập. Mặt đê của đập là mặt đá.
Thiết kế của đập khác thường ở chỗ đập có hai miệng tràn (tên địa phương gọi là "lỗ cắm" ("plughole")) được xây dựng ở hai bên cạnh bức tường đê. Hai miệng tràn trên được xây dựng từ những tảng đá có đường kính 80 feet (24 m) với các lỗ thoát nước có đường kính 15 feet (4,6 m) theo hình dáng cái phễu. Đã từng có các lối đi xung quanh hai miệng tràn được tạo ra, nhưng sau nhiều năm tồn tại, nó đã bị phá đi. Mỗi dòng xả của hai miệng tràn đều chảy qua nhà van riêng ở chân đập. Miệng của các lỗ thoát nước này thường cạn và hiếm khi bị ngập nước, chỉ hoạt động khi có mưa lớn hoặc lũ lụt.

## Sử dụng

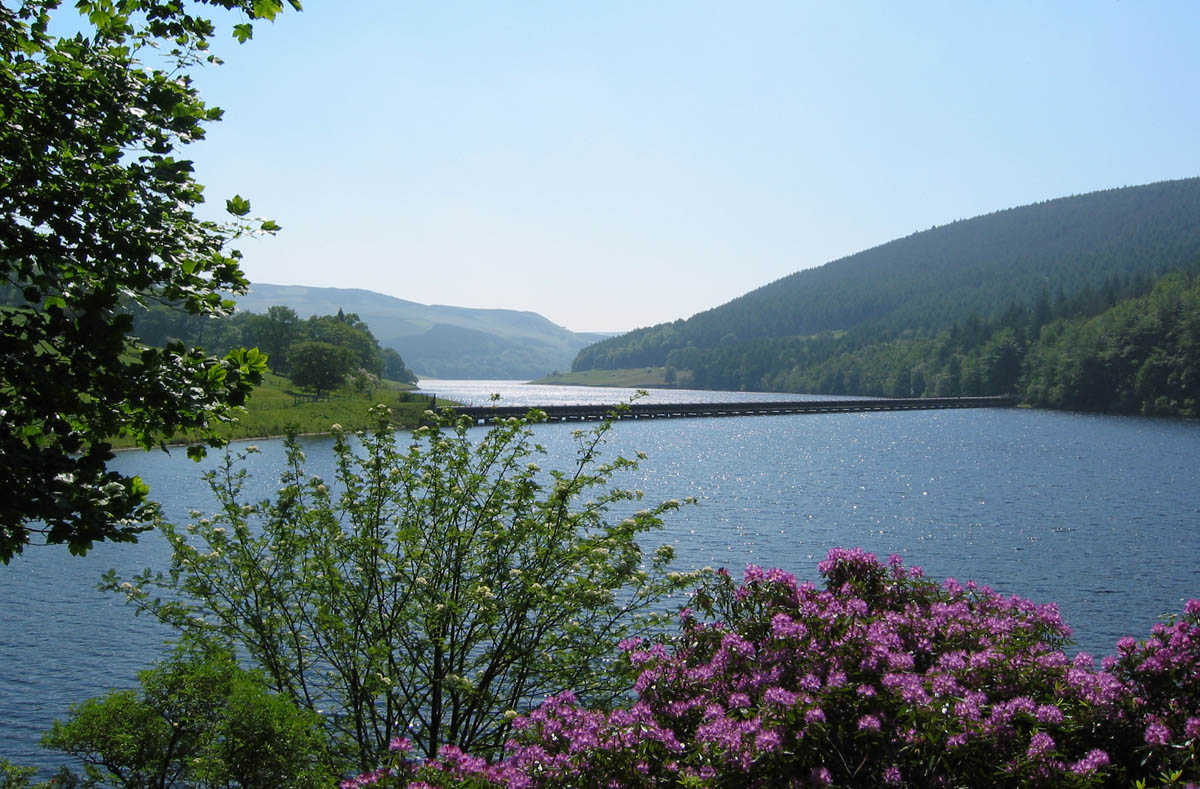
Nhánh phía bắc của Hồ chứa Ladybower, cho thấy hệ thống dẫn nước khép kín.

Nguồn nước trong hồ chứa được sử dụng để điều tiết con sông và bù lại lượng nước được giữ lại ở cả ba đập, cùng với đó là cung cấp vào hệ thống nước uống và sản xuất thủy điện. Nước uống tại hồ chứa được xử lý tại nhà máy nước Bamford của Severn Trent Water. Nguồn nước sau khi được xử lý sẽ chảy về phía nam khoảng 28 dặm (45 km) trên cầu dẫn nước khép kín Derwent Valley Aqueduct đến một hồ chứa nước công cộng tại Ambergate để cung cấp nước sạch cho các thành phố Nottingham, Derby và Leicester ở East Midlands của Anh.

## Làng ngập lụt
Việc xây dựng hồ chứa lúc đó đã dẫn đến việc nhấn chìm các làng Ashopton và Derwent, bao gồm cả nhà thờ Derwent Woodlands và Derwent Hall. Các tòa nhà ở Ashopton đã bị phá bỏ trước khi hồ chứa được lấp đầy, nhưng phần lớn cấu trúc của làng Derwent vẫn còn được nhìn thấy trong một mùa hè khô hạn khoảng 14 năm sau đó. Cầu đá hẹp Packhorse bắc qua Derwent cũng đã bị dỡ bỏ và được xây dựng lại ở đầu hồ chứa Howden. Tháp đồng hồ của nhà thờ đã được giữ nguyên và phần trên của nó có thể nhìn thấy trên mực nước cho đến năm 1947, khi nó được coi là một mối nguy hiểm và bị phá hủy bằng thuốc nổ vào ngày 15 tháng 12 cùng năm.
Vào các năm 1976, 1995 và 2018, dựa vào điều kiện khô hạn của thời tiết đã khiến cho mực nước giảm xuống và ngôi làng Derwent bị lộ ra, thu hút nhiều du khách. Vào ngày 3 tháng 11 năm 2018, một người đàn ông đã được đội cứu hộ trên núi giải cứu sau khi mắc kẹt trong lớp bùn cực dày xung quanh đống đổ nát của ngôi làng. Vào ngày 17 tháng 11 năm 2018, có báo cáo rằng các tàn tích còn lại của ngôi làng Derwent đã bị phá hoại bởi một số người đến thăm, các nhân viên kiểm lâm của công viên sau đó đã buộc phải ngăn du khách phá hoại các tàn tích và vẽ bậy lên một số tòa nhà.

## Thư viện ảnh

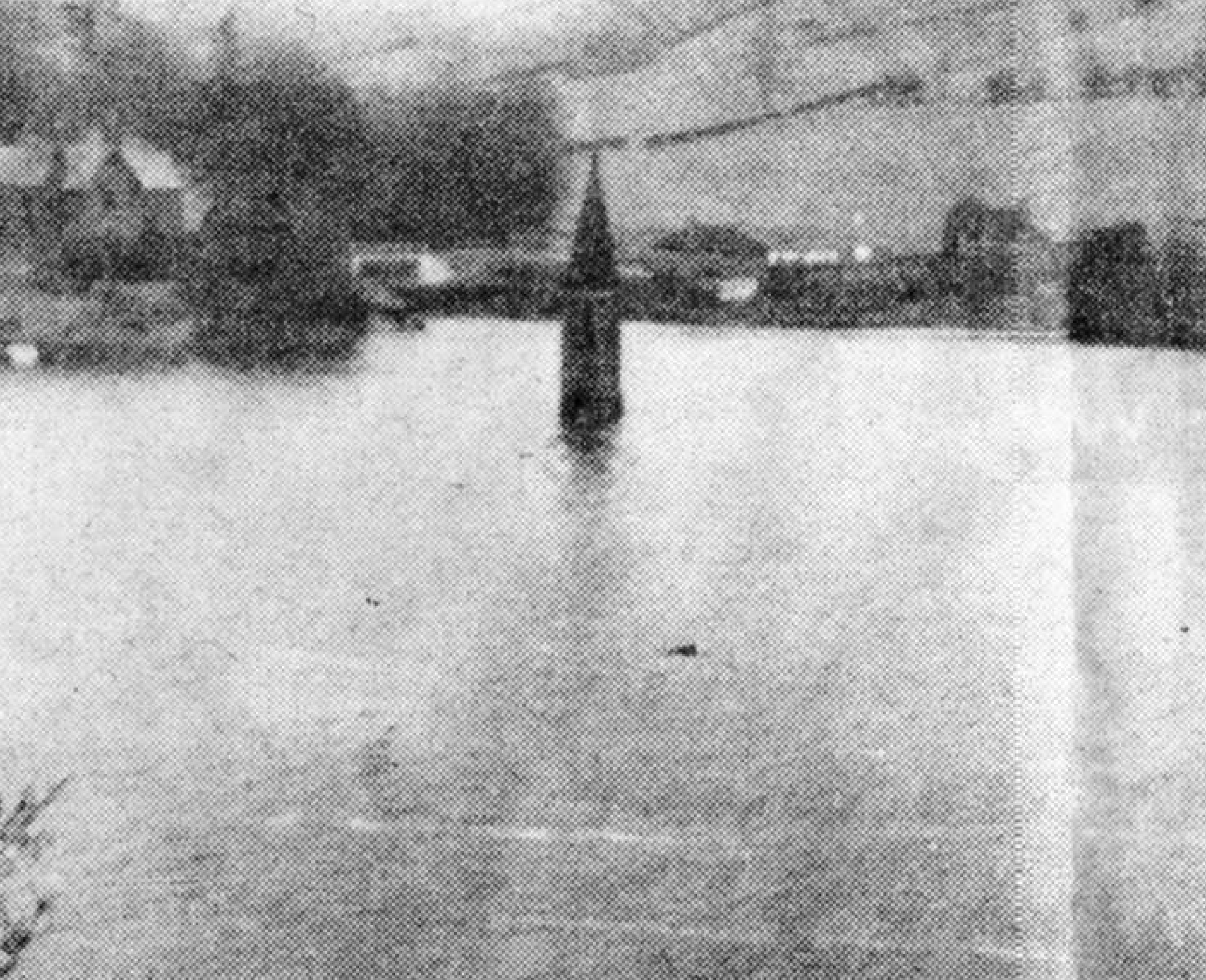
Tháp nhà thờ Derwent dần biến mất dưới mặt nước khi hồ chứa đầy vào năm 1946.

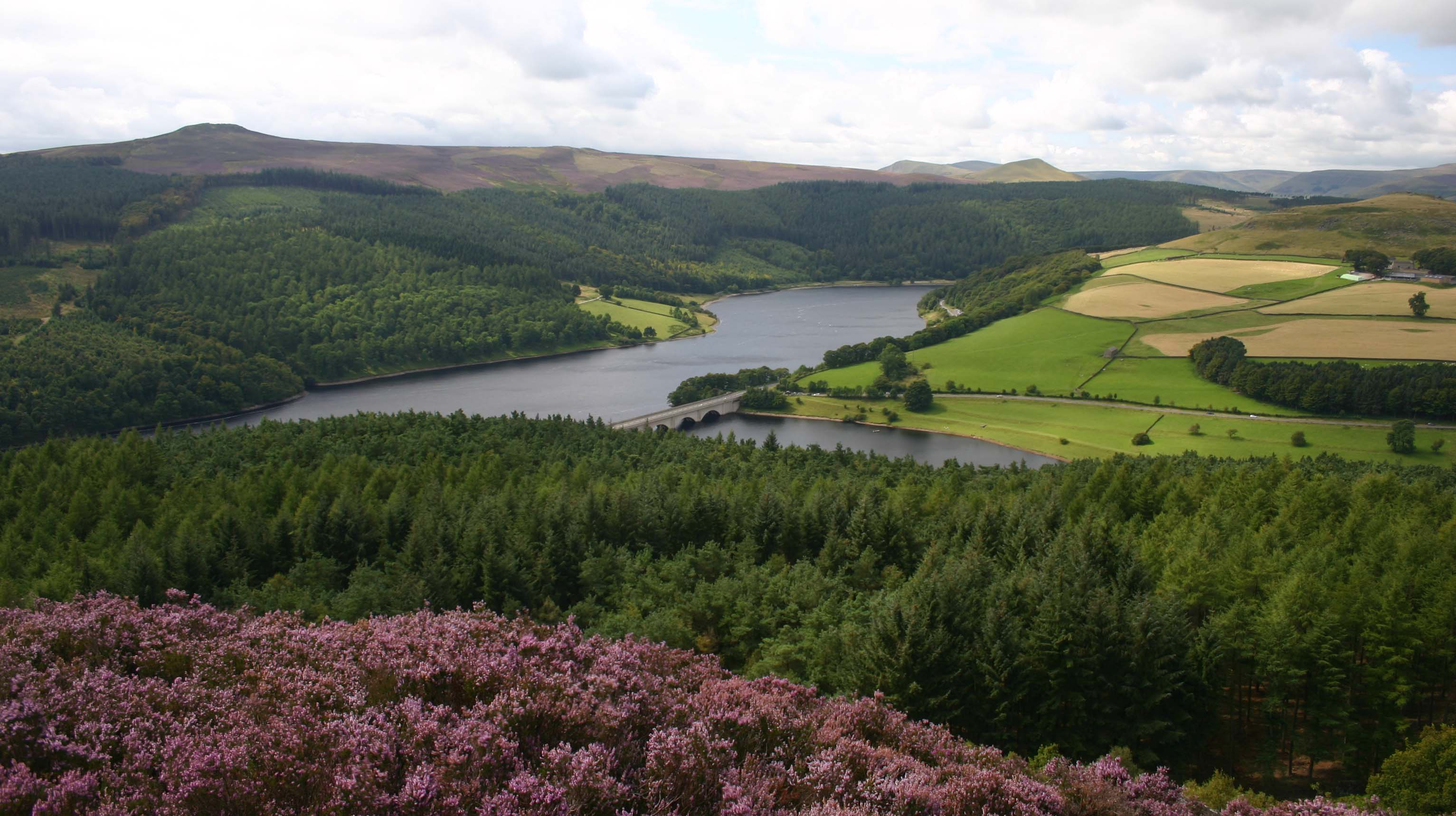
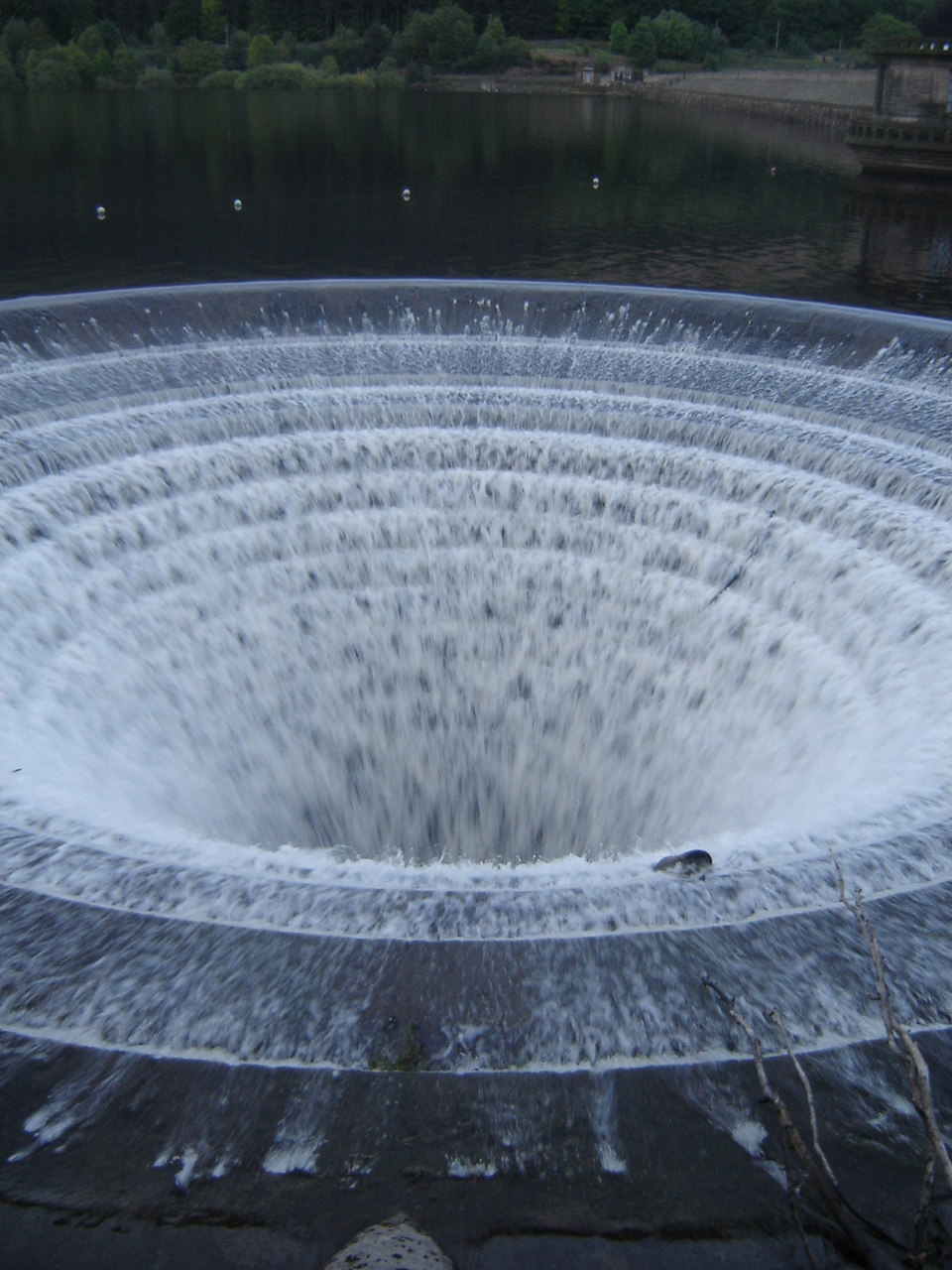
Miệng tràn của hồ khi hoạt động.
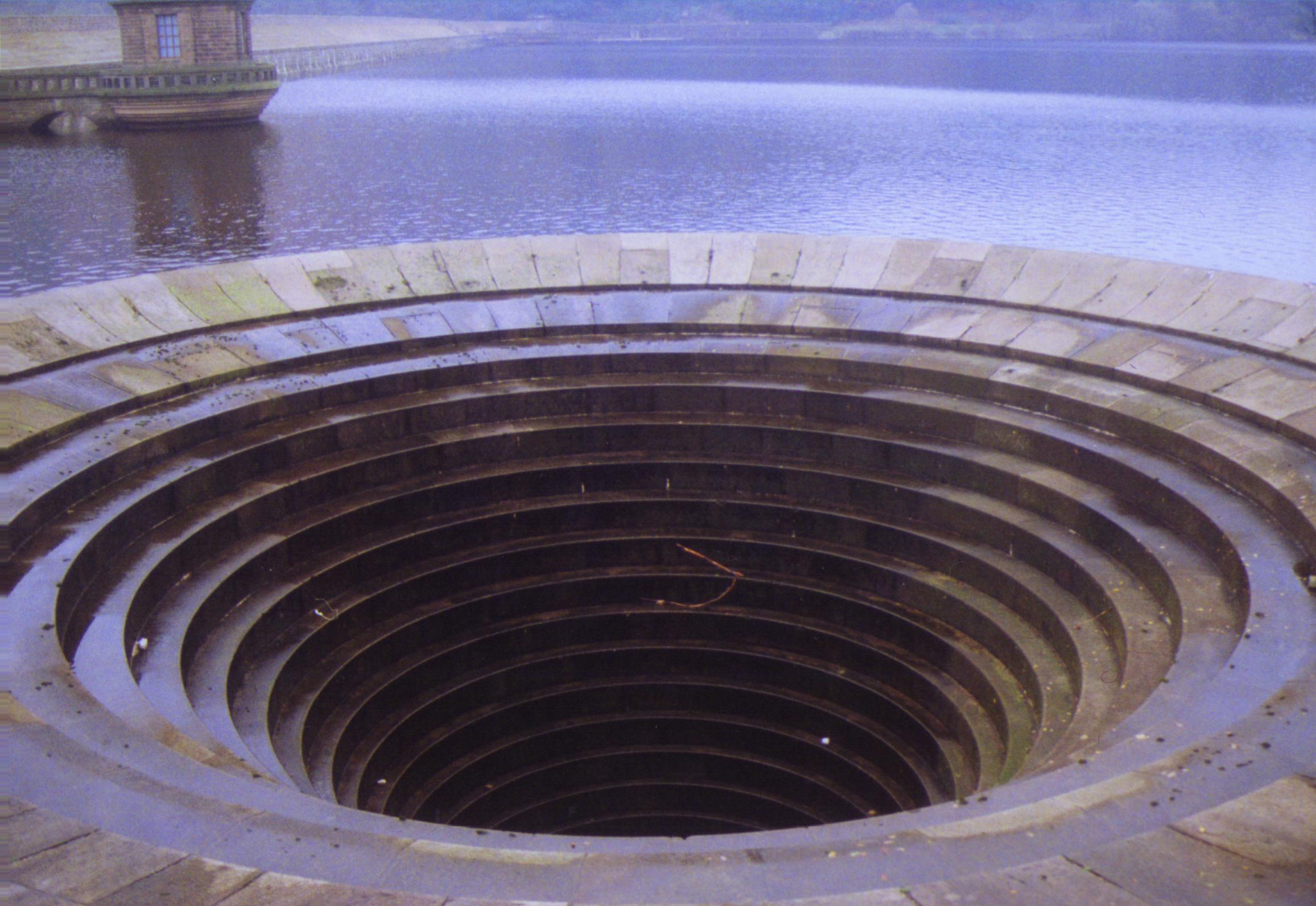
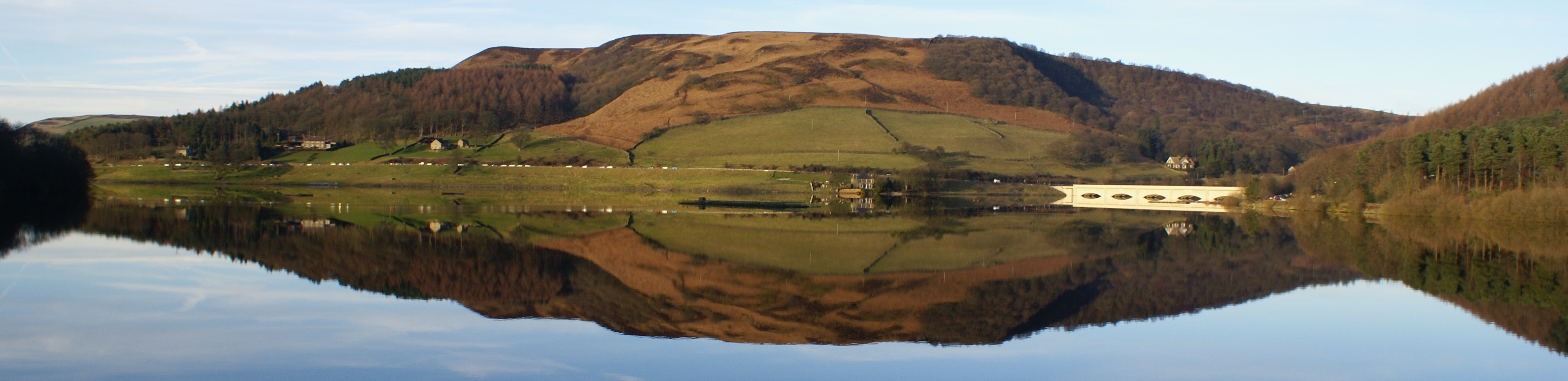
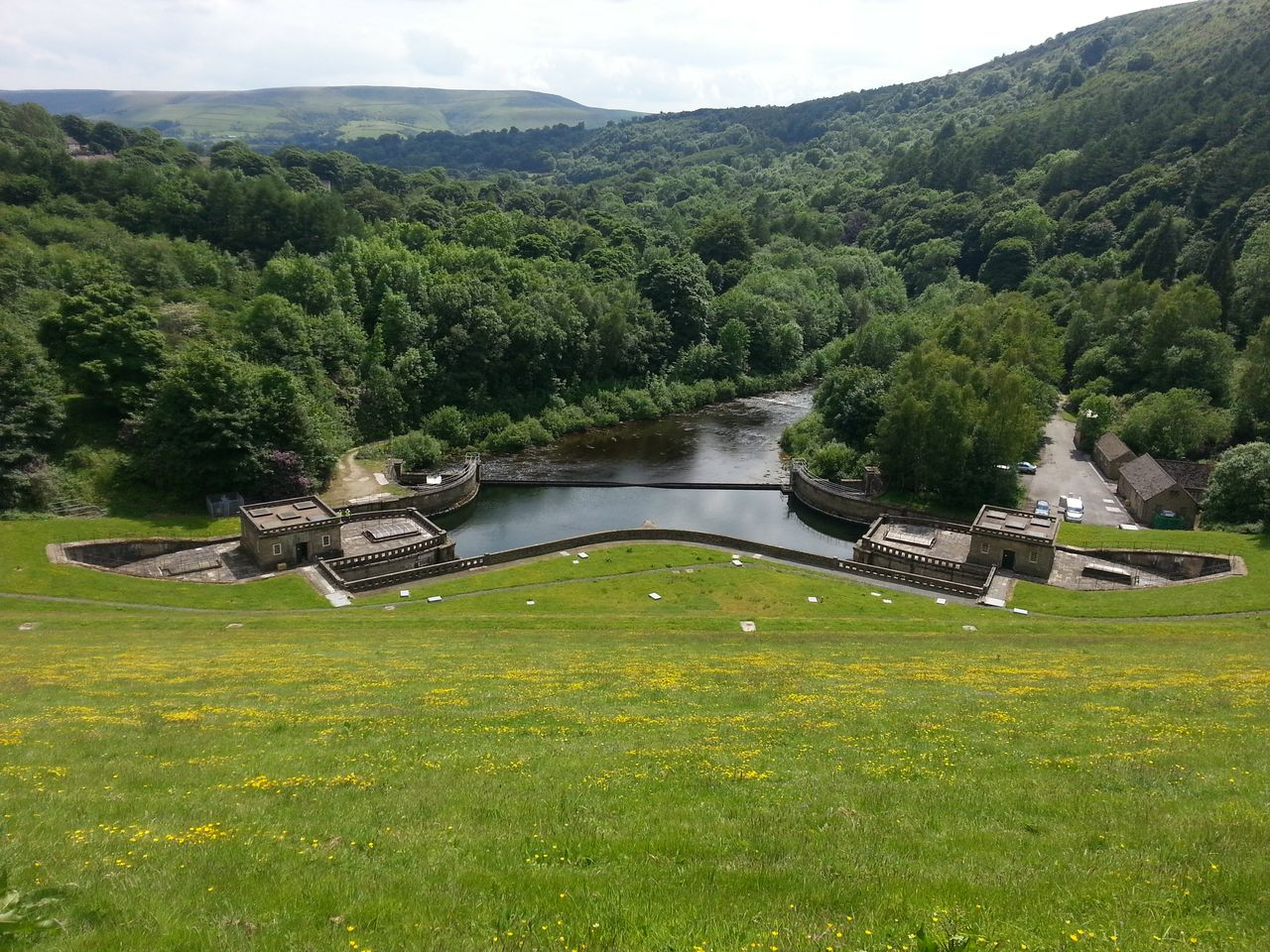
Hồ chứa nhìn qua bên kia đê.
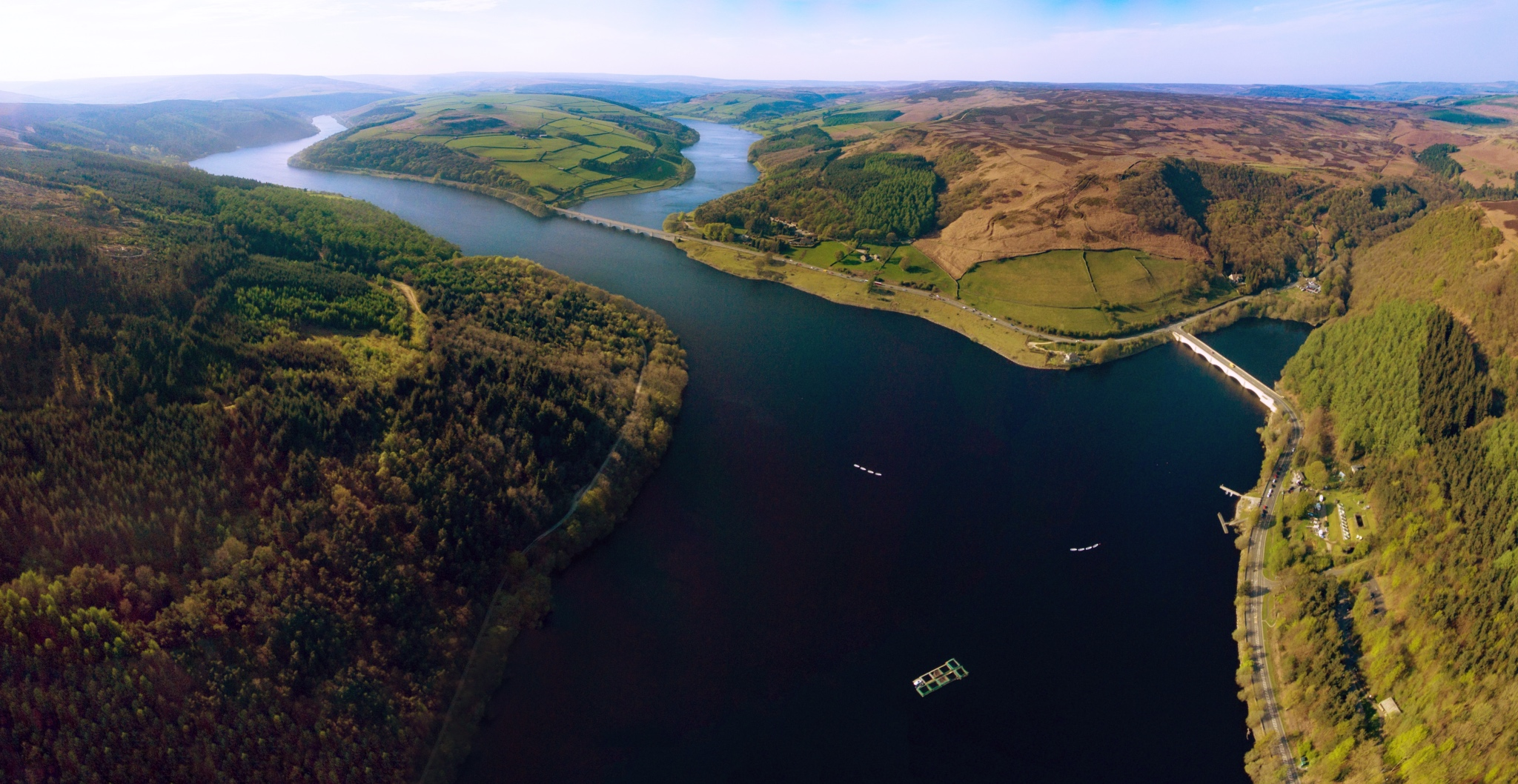
Hồ chứa nhìn từ trên cao.
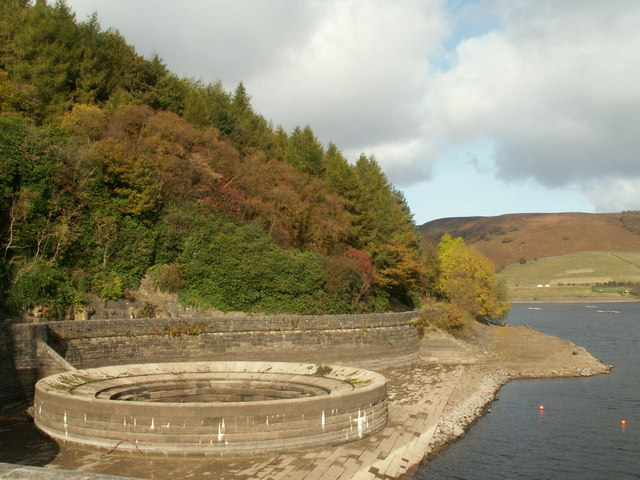
Miệng tràn của hồ chứa nước khi đang trong mùa khô hạn.